# Liste der Tomatensorten/I
Erläuterungen und Quellen: Siehe Hauptartikel!
| Tomatensorte                                        | Bild | Beschreibung | Quellen                   |
| --------------------------------------------------- | ---- | --- | ------------------------- |
| I. Bo. Priamo 269/9                                 |      | | g, h                      |
| Iago                                                |      | Züchter: Clause Semences Sa (Fr) | j                         |
| Iaguar                                              |      | Züchter: Monsanto Holland Bv, Westeinde 161, 1601 Bm Enkhuizen, The Netherlands | j, o                      |
| Iaro                                                |      | | j                         |
| Iasenichkij Iabuchar                                |      | Züchter: Smedeks Ko, G.Smederevo, Ul.Mochvanska, 18 Serbia | j, o                      |
| Ib 113                                              |      | | j, o                      |
| Ib 1301                                             |      | | j                         |
| Ibagaza                                             |      | Züchter: Hort Seed Mediterrani, S.L | j, o                      |
| Ibera                                               |      | | j                         |
| Iberia                                              |      | Züchter: Petoseed Co.Inc. | j, o                      |
| Iberico                                             |      | Züchter: Yael Jossph | j, o                      |
| Iberico Forte                                       |      | Züchter: Yael Jossph | j, o                      |
| Iberville                                           |      | | c, d                      |
| Ibis                                                |      | Züchter: Instytut Warzywnictwa Im. Emila Chroboczka | j                         |
| Ibix                                                |      | Züchter: Syngenta Seeds B.V. | j                         |
| Ibiza                                               |      | Züchter: Tezier Sa (Fr) | j                         |
| Ibiza F1                                            |      | Züchter: Tezier (Fr) | j                         |
| Ibla                                                |      | | j                         |
| Ibleo                                               |      | | j                         |
| Ibrax                                               |      | Züchter: Syngenta Seeds B.V. | j                         |
| Ibrido Tondo F1 N. 22                               |      | | j                         |
| Ibrido Tondo F1 N. 23                               |      | | j                         |
| Ibrido Tondo F1 Precocissimo                        |      | | j                         |
| Ibrido Tondo Precoce F1 65/15                       |      | | j                         |
| Ic T 001                                            |      | Züchter: Kawahito Shigeru | j, o                      |
| Ic T 010 Y                                          |      | Züchter: Hiraoka Yukihiro, Kawahito Shinichi | j, o                      |
| Icana                                               |      | | g, h                      |
| Icaro                                               |      | | j                         |
| Ice                                                 |      | | d, g, h                   |
| Iceberg (oder: Ajsbjerg)                            |      | | e                         |
| Icetona                                             |      | Züchter: Arsene Maillard -Laurence Maillard | j                         |
| Ichiban                                             |      | | j                         |
| Ida                                                 |      | Züchter: W. Weibull Ab | g, h, j, o                |
| Ida Gold                                            |      | | c, d, e, f, j, o          |
| Ida Red                                             |      | | c                         |
| Idalgo                                              |      | Züchter: Lukiyanenko Anatolij Nikitovich, Dubinin Sergej Vladimirovich, Dubinina Irina Nikolaevna | j                         |
| Idalgo Saharnyj                                     |      | Züchter: Lukiyanenko Anatolij Nikitovich, Dubinin Sergej Vladimirovich, Dubinina Irina Nikolaevna | j                         |
| Idalyo                                              |      | | j, o                      |
| Idan                                                |      | Züchter: A.R.O. The Volcani Center | j                         |
| Idea                                                |      | Züchter: Olter Srl | j                         |
| Ideal                                               |      | | c, d, g, h, j             |
| Idéalpeel                                           |      | Züchter: Petoseed Co Inc (Us) | j                         |
| Idh 6868 (oder: Acn 327 Nesli)                      |      | | j                         |
| Idh 6869 (oder: Acn 328 Aybike)                     |      | | j                         |
| Idi                                                 |      | | j                         |
| Idil                                                |      | | j                         |
| Idillio                                             |      | | j                         |
| Iditarod Red                                        |      | | c, d, e                   |
| Idoia                                               |      | | j                         |
| Idol                                                |      | Züchter: Christoph Kleinhanns, Helmut Deike - Saatzuchtstation Eisleben | c, d, g, h, j, o          |
| Idolini                                             |      | Züchter: Rijk Zwaan Zaadteelt En Zaadhandel B.V. | j, o                      |
| Idolo                                               |      | | j                         |
| Idooll                                              |      | | j                         |
| Iduna                                               |      | Züchter: W. Weibull Ab | j                         |
| Idylio                                              |      | | j                         |
| Idyll                                               |      | Züchter: Christoph Kleinhanns, Helmut Deike - Saatzuchtstation Eisleben | c, d, e, f, g, h, j       |
| Ifox                                                |      | Züchter: Syngenta Seeds B.V. | j                         |
| Igido                                               |      | | j                         |
| Ignava                                              |      | | g, h                      |
| Ignazia                                             |      | | j                         |
| Igor                                                |      | Züchter: Christoph Kleinhanns, Helmut Deike - Saatzuchtstation Eisleben | c, d, j, o                |
| Igranda                                             |      | | j                         |
| Iguazu                                              |      | | j                         |
| Ihlara 1919                                         |      | | j                         |
| Ijsselcross                                         |      | | j, o                      |
| Ijunskij                                            |      | | c, d                      |
| Ika                                                 |      | Züchter: Plantico Hodowla I Nasiennictwo Ogrodnicze Golebiew Sp. Z O.O. | j                         |
| Ikar                                                |      | Züchter: Gavrish Sergej Fedorovich, Morev Viktor Vasilievich, Amcheslavskaya Elena Valentinovna, Degovtsova Tatiyana Vladimirovna, Volok Olga Anatolievna                                                                                           | j                         |
| Ikaria                                              |      | | j                         |
| Ikarus                                              |      | Züchter: Christoph Kleinhanns, Helmut Deike - Saatzuchtstation Eisleben | c, d, g, h, j             |
| Ike's Yellow Latvian                                |      | | c, d                      |
| Ikelos                                              |      | Züchter: Syngenta Seeds B.V. | j                         |
| Iker                                                |      | | j                         |
| Ikersa                                              |      | Züchter: Jose Manuel Andujar Y Salvador Soler | j, o                      |
| Ikie                                                |      | | c                         |
| Ikono                                               |      | Züchter: Zeraim Gedera Ltd. | j, o                      |
| Ikra Krasnaya                                       |      | Züchter: Myazina Lyubov' Anatolievna, Kudryavtseva Elizaveta Romanovna | j                         |
| Ikra Oranzhevaya                                    |      | Züchter: Myazina Lyubov' Anatolievna, Kudryavtseva Elizaveta Romanovna | j                         |
| Ikram                                               |      | Züchter: Novartis Seeds B.V. | j, o                      |
| Ikramito                                            |      | Züchter: Pilar Checa | j, o                      |
| Ikran                                               |      | | j                         |
| Il Gladiatore                                       |      | Züchter: Yuksel Seeds Ltd. | j                         |
| Il Gladio                                           |      | Züchter: Yuksel Seeds Ltd. | j                         |
| Il Kin                                              |      | | g, h                      |
| Il Pantano Romanesco                                |      | | c, d                      |
| Il Principe                                         |      | Züchter: Blumen Group S.P.A | j                         |
| Ilanga                                              |      | | j, o                      |
| Ilbey                                               |      | | j                         |
| Ilda                                                |      | Züchter: Asgrow Seed Company (Us)/Bruinsma (Nl) | j                         |
| Ildha                                               |      | Züchter: Nieli Tommaso | j                         |
| Ildi                                                |      | Züchter: Christoph Kleinhanns, Helmut Deike - Saatzuchtstation Eisleben - | c, d, g, g, h, h, j, k, m |
| Ildiko (oder: Ildico)                               |      | | j                         |
| Ilgin                                               |      | | j                         |
| Iliade 444 82                                       |      | Züchter: C.R.A. - Centro Di Ricerca Per L'Orticoltura (Pontecagnano, Sa) | j                         |
| Iliana                                              |      | | j                         |
| Ilida                                               |      | Züchter: Hao-Demeter Vine, Fruit Trees And Vegetable Research Institute | j                         |
| Ilka                                                |      | | c, d, e, g, h             |
| Illini Gold                                         |      | | c, d                      |
| Illini Star                                         |      | | c, d, k                   |
| Illinois Beauty                                     |      | | c, d                      |
| Illyuziya                                           |      | Züchter: Andreeva Evgeniya Nikolaevna, Nazina Sofiya Luisovna, Ushakova Mariya Ivanovna | j                         |
| Ilona                                               |      | Züchter: Andreeva Evgeniya Nikolaevna, Nazina Sofiya Luisovna, Bogdanov Kirill Borisovich, Ushakova Mariya Ivanovna | g, h, j                   |
| Ilse's Yellow Latvian                               |      | | c, d, k                   |
| Iluska                                              |      | | j                         |
| Ilya Muromets (oder: Ilja Muromets. Iliya Muromets) |      | Züchter: Ognev Valerij Vladimirovich, Maksimov Sergej Vasilievich, Klimenko Nikolaj Nikolaevich, Kostenko Aleksandr Nikolaevich | c, d, j                   |
| Ilyada                                              |      | | j                         |
| Im 83 1 Tall                                        |      | | c, d                      |
| Image1                                              |      | | g, h                      |
| Imbecilla                                           |      | | g, h                      |
| Imitator                                            |      | Züchter: Gavrish Sergej Fedorovich, Morev Viktor Vasilievich, Amcheslavskaya Elena Valentinovna, Volok Olga Anatolievna, Korol Valentin Grigorievich                                                                                                | j                         |
| Immun                                               |      | | c, g, h                   |
| Immun Prior Beta                                    |      | | n                         |
| Immuna Beta Prior II                                |      | | g, h                      |
| Immune                                              |      | | d                         |
| Immunological                                       |      | | g, h                      |
| Impact                                              |      | Züchter: Isi Sementi Spa | j                         |
| Impacto                                             |      | Züchter: Petoseed Co.Inc. | j, o                      |
| Impala                                              |      | Züchter: Verschave Philippe | j, o                      |
| Impala F1                                           |      | Züchter: Vilmorin | k                         |
| Imparator                                           |      | | j                         |
| Impatiens                                           |      | | g, h                      |
| Impedita Distincta                                  |      | | g, h                      |
| Impedita Exigua                                     |      | | g, h                      |
| Imperator                                           |      | Züchter: Lukiyanenko Anatolij Nikitovich, Dubinin Sergej Vladimirovich, Dubinina Irina Nikolaevna | j                         |
| Imperator Kyivs'Kyi F1                              |      | | o                         |
| Imperator Kyivs`Kyi F1                              |      | | j                         |
| Imperatritsa                                        |      | Züchter: Lukiyanenko Anatolij Nikitovich, Dubinin Sergej Vladimirovich, Dubinina Irina Nikolaevna | j                         |
| Imperial                                            |      | | c, d, g, h, k             |
| Imperial Sw                                         |      | | j                         |
| Imperio                                             |      | Züchter: Asgrow Seed Company (Us) | j, o                      |
| Imperio, Bengala                                    |      | Züchter: Furia Seed Srl | j                         |
| Imperiya                                            |      | Züchter: Lukiyanenko Anatolij Nikitovich, Dubinin Sergej Vladimirovich, Dubinina Irina Nikolaevna | j                         |
| Imperoso                                            |      | Züchter: Rijk Zwaan Zaadteelt En Zaadhandel B.V. | j                         |
| Impress                                             |      | | j                         |
| Impreza                                             |      | | j                         |
| Improved Colossal Red                               |      | | c, e, g, h                |
| Improved Colossal Yellow                            |      | | g, h                      |
| Improved Garden State                               |      | | g, h                      |
| Improved Wasatch Beauty                             |      | | g, h                      |
| Impuls                                              |      | | c, d, f, g, h, j, o       |
| Impulse                                             |      | | k                         |
| Imran                                               |      | | j                         |
| Imun                                                |      | | e, j                      |
| Imur Prior                                          |      | | e                         |
| Imur Prior Beta                                     |      | | c, d                      |
| Imza                                                |      | | j                         |
| Ina                                                 |      | | g, h, n                   |
| Inbal                                               |      | Züchter: F.A.Hebrew Uni-B.Gurion | j, o                      |
| Inc                                                 |      | | c, d                      |
| Incante                                             |      | Züchter: Syngenta Seeds B.V. | j                         |
| Incarnatum                                          |      | | c                         |
| Incas                                               |      | Züchter: Nunhems B.V. | j                         |
| Inci                                                |      | | j                         |
| Inci A 1760                                         |      | | j                         |
| Inclinata                                           |      | | g, h                      |
| Inconstans                                          |      | | g, h                      |
| Increase                                            |      | | j, o                      |
| Incurva                                             |      | | g, h                      |
| Indalo                                              |      | | j                         |
| Indark                                              |      | | c, d, g, h                |
| Indehiscens                                         |      | | g, h                      |
| India                                               |      | | c, d                      |
| India Zebra                                         |      | | f                         |
| Indian                                              |      | Züchter: Western Seed España, S.A. | c, d, g, h, j, o          |
| Indian Curry                                        |      | | c, d                      |
| Indian Dark Violet                                  |      | | c                         |
| Indian Dark Violet Beefsteak                        |      | | c, d                      |
| Indian Mayan                                        |      | | c, e, g, h                |
| Indian Moon                                         |      | | c, d, e, g, h, k, m       |
| Indian Redfield                                     |      | | c                         |
| Indian Reservation                                  |      | | c, d                      |
| Indian River                                        |      | | c, d, g, h, j, k          |
| Indian Stone                                        |      | | n                         |
| Indian Stripe                                       |      | | c, d, e, g, h, k          |
| Indian Stripe Plus                                  |      | | d                         |
| Indian Summer                                       |      | | j                         |
| Indiana                                             |      | | g, h, j                   |
| Indiana 812                                         |      | Züchter: Purdue University Agricultural Experiment Station | j, o                      |
| Indiana Baltimore                                   |      | | c, d                      |
| Indiana Heirloom                                    |      | | c, d                      |
| Indiana Heirloom, Regular Leaf                      |      | | c, d                      |
| Indiana Red                                         |      | | c, d                      |
| Indiana W 477                                       |      | Züchter: Western Seed España, S.A. | j                         |
| Indianito                                           |      | | j, o                      |
| Indico                                              |      | | j                         |
| Indiga                                              |      | | g, h                      |
| Indigo Apple                                        |      | | c, d, f, j                |
| Indigo Blue Beauty                                  |      | | j                         |
| Indigo Blue Berries                                 |      | | f, j                      |
| Indigo Cherry Drops                                 |      | Züchter: Oregon State University | j, o                      |
| Indigo Gold Berries (oder: Indigo Goldberries)      |      | | j                         |
| Indigo Kumquat                                      |      | | c, j                      |
| Indigo Pear Drops                                   |      | Züchter: Oregon State University | j, o                      |
| Indigo Rose                                         |      | Züchter: Projekt Culinaris - Saatgut für Lebensmittel Dr. Bernd Horneburg | c, d, f, j, n, o          |
| Indigo Ruby                                         |      | | j                         |
| Indigo Ruby Plum                                    |      | | j                         |
| Indio                                               |      | | j                         |
| Indische Fleisch                                    |      | | d, g, h                   |
| Indische Fleisch Von Prof. Klapproth                |      | | f                         |
| Indische Fleish                                     |      | | k                         |
| Indische Tomate                                     |      | | c, n                      |
| Indo                                                |      | Züchter: Nirit Seeds Ltd. | j, o                      |
| Indoor Miracle                                      |      | | g, h                      |
| Indra                                               |      | Züchter: A.R.O. The Volcani Center | j, o                      |
| Indukta                                             |      | | j                         |
| Indus                                               |      | Züchter: Royal Sluis France Sarl (Fr) | j                         |
| Indy                                                |      | Züchter: Tezier Sa (Fr) | j                         |
| Inercia                                             |      | Züchter: Intersemillas | j, o                      |
| Ines                                                |      | Züchter: Rolf Bielau | j                         |
| Ines Rote Eiertomate                                |      | | m                         |
| Infante                                             |      | Züchter: Syngenta Seeds B.V. | j                         |
| Infiniti                                            |      | Züchter: Mashtakov Aleksej Alekseevich, Mashtakova Anna Harlampievna, Mashtakov Nikolaj Alekseevich, Mashtakova Liliya Ivanovna | j                         |
| Infinity                                            |      | Züchter: Hazera Genetics | j, o                      |
| Infirma                                             |      | | g, h                      |
| Inflexa                                             |      | | g, h                      |
| Inga                                                |      | | o                         |
| Ingar                                               |      | | j                         |
| Ingegnoli Gigante Liscio                            |      | | c, d, j                   |
| Ingeniero Mellis Fca                                |      | Züchter: Ins.De Horticultura | j                         |
| Ingrid                                              |      | | j, o                      |
| Ingrit                                              |      | Züchter: Gavrish Sergej Fedorovich, Morev Viktor Vasilievich, Amcheslavskaya Elena Valentinovna, Volok Olga Anatolievna, Gladkov Dmitrij Sergeevich                                                                                                 | j                         |
| Iniesta                                             |      | | j                         |
| Inima Boului (oder: Herz Des Ochsen. Ochsenherz)    |      | | g, h                      |
| Inisos                                              |      | | j                         |
| Inkas                                               |      | | j                         |
| Inordinata                                          |      | | g, h                      |
| Inovatr                                             |      | Züchter: P. Degreef | j                         |
| Inquieta                                            |      | | g, h                      |
| Insaf                                               |      | | j                         |
| Insalataro                                          |      | Züchter: Pioneer Hi-Bred Italia Servizi Agronomici Srl | j                         |
| Inskoj                                              |      | Züchter: Potapov Pavel Nikolaevich, Zizina Yana Fedorovna | j                         |
| Instinkt                                            |      | Züchter: Gavrish Sergej Fedorovich, Morev Viktor Vasilievich, Amcheslavskaya Elena Valentinovna, Degovtsova Tatiyana Vladimirovna, Gor'Kovets Sergej Alekseevich                                                                                    | j                         |
| Intakt                                              |      | Züchter: Saatzuchtstation Eisleben | g, h, j                   |
| Intega                                              |      | | j                         |
| Integer                                             |      | | g, h                      |
| Integerrima                                         |      | | g, h                      |
| Integrifolia                                        |      | | g, h                      |
| Integro                                             |      | | j                         |
| Intensa                                             |      | | j                         |
| Intense One                                         |      | Züchter: Nunhems B.V. | j                         |
| Intercept                                           |      | Züchter: Nunhems B.V. | j, o                      |
| Interland                                           |      | Züchter: Degreef Paul | j, o                      |
| Intermech                                           |      | | g, h, j                   |
| Interpeel                                           |      | | j                         |
| Interpro                                            |      | Züchter: Vilmorin Sa (Fr) | j, o                      |
| Intervallo                                          |      | | c, e, n                   |
| Intrepido                                           |      | | j                         |
| Intrigo                                             |      | Züchter: Cora Seeds S.R.L. | j                         |
| Introflexa                                          |      | | g, h                      |
| Intuition                                           |      | Züchter: Syngenta Seeds B.V. | j                         |
| Intuitsiia                                          |      | Züchter: Ooo Agrofirma Gavrish, 103287, G.Moskva, Ul.2Aia Khutorskaia, D. 11, Str. 1, Russia | j, o                      |
| Intuitsiya                                          |      | Züchter: Gavrish Sergej Fedorovich, Morev Viktor Vasilievich, Amcheslavskaya Elena Valentinovna, Gor'Kovets Sergej Alekseevich, Korolev Vitalij Viktorovich                                                                                         | j                         |
| Intysar                                             |      | Züchter: Gautier Semences Sas (Fr) | j                         |
| Invalida                                            |      | | g, h                      |
| Inverno A Grappoli                                  |      | | c                         |
| Inverto                                             |      | | j                         |
| Invictus                                            |      | Züchter: Syngenta Seeds B.V. | j                         |
| Invictus Lot 335                                    |      | | j                         |
| Inyanya                                             |      | | g, h                      |
| Inzhir Rosovji                                      |      | | c, d                      |
| Ioanna                                              |      | Züchter: Magnum Seeds Inc (Us) | j                         |
| Iogen                                               |      | Züchter: Zhidkova Valentina Andreevna, Mihed Valentina Stepanovna, Glavinich Ruzhitsa Dushanovna, Selezneva Lyudmila Stepanovna | j                         |
| Iokasti                                             |      | Züchter: Nirit Seeds Ltd | j                         |
| Ioli                                                |      | | j                         |
| Ionna                                               |      | Züchter: Magnum Seeds Inc (Us) | j                         |
| Ipa6                                                |      | | c                         |
| Ipanema                                             |      | Züchter: Petoseed Co.Inc. | j                         |
| Ipekce                                              |      | | j                         |
| Ipk Lyc 859 El Salvador                             |      | | d                         |
| Ipk T 1104                                          |      | Herkunft: Georgien | c, d                      |
| Ipk T 1111                                          |      | Herkunft: Georgien | c, d                      |
| Ipk T 1118                                          |      | Herkunft: Italien | c, d                      |
| Ippari                                              |      | Züchter: Zeraim Gedera Ltd (Il) | j, o                      |
| Ipparino                                            |      | Züchter: Genista S.R.L. | j                         |
| Ipsilon                                             |      | | j                         |
| Irak                                                |      | | n                         |
| Irakische Herzförmige (oder: Iraqi Heart)           |      | | c, d, n                   |
| Iran                                                |      | | n                         |
| Irati                                               |      | Züchter: Ramiro Arnedo, S.A. | j, o                      |
| Irazu                                               |      | | j                         |
| Ire'N                                               |      | Züchter: Ognev Valerij Vladimirovich, Maksimov Sergej Vasilievich, Klimenko Nikolaj Nikolaevich, Kostenko Aleksandr Nikolaevich | j                         |
| Iregi Korai Csemege Paradicsom                      |      | | g, h                      |
| Irene                                               |      | | j                         |
| Iriace                                              |      | Züchter: Nunhems B.V. | j, o                      |
| Iride                                               |      | | j                         |
| Irina                                               |      | Züchter: Panchev Yurij Ivanovich | j                         |
| Irina 9T8748                                        |      | | j                         |
| Irina Sedek                                         |      | Züchter: Dubinin Sergej Vladimirovich, Kirillov Mihail Ivanovich | j                         |
| Irinas Goldhahn                                     |      | | e                         |
| Irini                                               |      | | j                         |
| Iris                                                |      | Züchter: Nirit Seeds Ltd (Il) | c, d, e, f, g, h, j, n    |
| Iris' Red Russian                                   |      | | c, d                      |
| Iris's Rose                                         |      | | c                         |
| Irish Pink                                          |      | | c, d                      |
| Irish Stripes                                       |      | | c, d                      |
| Irishka                                             |      | Züchter: Mashtakov Aleksej Alekseevich, Mashtakova Anna Harlampievna, Strel'Nikova Tamara Romanovna, Mashtakov Nikolaj Alekseevich | j                         |
| Irit                                                |      | Züchter: Hazera Genetics Ltd (Il) | j                         |
| Irka                                                |      | Züchter: Instytut Warzywnictwa Im. Emila Chroboczka | j                         |
| Irkutzk                                             |      | | c                         |
| Irlandskij Likjor                                   |      | | c, d                      |
| Irma                                                |      | Züchter: Geoponiko Spiti Aebe | c, j                      |
| Irminio                                             |      | Züchter: Nirit Seeds Ltd | j                         |
| Irok                                                |      | Züchter: Ignatova Svetlana Ilyinichna, Gorshkova Nina Sergeevna, Kvasnikov Boris Vasilievich, Kondakova Elena Ivanovna | j                         |
| Iron                                                |      | Züchter: Daehnfeld L. A/S | j                         |
| Irregularis                                         |      | | g, h                      |
| Irto                                                |      | Züchter: Amit Avidov | j, o                      |
| Irupe                                               |      | | j                         |
| Iruya                                               |      | | j                         |
| Irvine                                              |      | Züchter: Deutsche Saatgutgesellschaft | j, o                      |
| Iryshka                                             |      | | j, o                      |
| Isa                                                 |      | Züchter: Hazera Genetics | j, o                      |
| Isa T 9112                                          |      | Züchter: Intersemillas | j                         |
| Isa T 9112                                          |      | | o                         |
| Isa T 9113                                          |      | Züchter: Intersemillas | j                         |
| Isa T 9182                                          |      | Züchter: Intersemillas | j                         |
| Isa T 9192                                          |      | Züchter: Intersemillas | j                         |
| Isabel                                              |      | Züchter: Monsanto Holland B.V. | j                         |
| Isabella                                            |      | | c, j                      |
| Isabo                                               |      | | j                         |
| Isadora                                             |      | Züchter: Hazera Genetics Ltd (Il) | j                         |
| Isalnita 29                                         |      | | j                         |
| Isalnita 50                                         |      | | j                         |
| Isbell's Golden Colossal                            |      | | c, d                      |
| Isfara                                              |      | Züchter: Alekseev Yurij Borisovich | j                         |
| Isgoj                                               |      | | c                         |
| Isi 19040                                           |      | | j                         |
| Isi 19114                                           |      | | j                         |
| Isi 19124                                           |      | | j                         |
| Isi 22706                                           |      | | j                         |
| Isi 23159                                           |      | | j                         |
| Isi 24546                                           |      | | j                         |
| Isi 29714                                           |      | | j                         |
| Isi 29783                                           |      | | j                         |
| Isi 29795                                           |      | | j                         |
| Isi 30622                                           |      | | j                         |
| Isi 31060                                           |      | | j                         |
| Isidoro                                             |      | Züchter: Hort Seed Mediterrani S.L. | j                         |
| Isidro                                              |      | Züchter: Rijk Zwaan B.V. | j                         |
| Isik                                                |      | | j                         |
| Isis                                                |      | Züchter: Graines Gautier Sa (Fr) | c, d, j                   |
| Isis Brandy                                         |      | | c, d, e, f, g, h, n       |
| Isis Candy                                          |      | | c, d, e, f, g, h, m, n    |
| Isis Candy Cherry                                   |      | Züchter: Domaine Public (Fr) | j, k                      |
| Isis Cherry                                         |      | | n                         |
| Iskander                                            |      | Züchter: Gavrish Sergej Fedorovich, Morev Viktor Vasilievich, Amcheslavskaya Elena Valentinovna, Degovtsova Tatiyana Vladimirovna, Volok Olga Anatolievna                                                                                           | j                         |
| Iskender                                            |      | | j                         |
| Iskorba                                             |      | | c                         |
| Iskorka                                             |      | | c, d                      |
| Iskra                                               |      | Züchter: Syngenta Crop Protection Ag | j                         |
| Iskra Sibiri                                        |      | Züchter: Potapov Pavel Nikolaevich, Zizina Yana Fedorovna | j                         |
| Iskry Plameni                                       |      | Züchter: Hovrin Aleksandr Nikolaevich, Tereshonkova Tatiyana Arkadievna, Klimenko Nikolaj Nikolaevich, Kostenko Aleksandr Nikolaevich | j                         |
| Iskushenie                                          |      | Züchter: Andreeva Evgeniya Nikolaevna, Nazina Sofiya Luisovna, Ushakova Mariya Ivanovna, Andreeva Anzhelika Nikolaevna | j                         |
| Iskusitel                                           |      | Züchter: Hovrin Aleksandr Nikolaevich, Maksimov Sergej Vasilievich, Tereshonkova Tatiyana Arkadievna, Kostenko Aleksandr Nikolaevich | j                         |
| Isla Margarita                                      |      | | c, d                      |
| Islandaise                                          |      | | c, d                      |
| Islandaise II                                       |      | | c, d                      |
| Isle Of Capri                                       |      | | c, d                      |
| Islebia                                             |      | Züchter: Christoph Kleinhanns, Helmut Deike - Saatzuchtstation Eisleben | g, h, j, o                |
| Isma                                                |      | Züchter: Graines Voltz (Fr) | j                         |
| Ismael                                              |      | | j                         |
| Ismael Ribbed                                       |      | | c                         |
| Ismini                                              |      | Züchter: Hazera Genetics | j, o                      |
| Isnova                                              |      | Züchter: Christoph Kleinhanns, Helmut Deike - Saatzuchtstation Eisleben | j, o                      |
| Isola                                               |      | | j                         |
| Isolda                                              |      | | j                         |
| Isolde                                              |      | | g, h                      |
| Isoner                                              |      | | e                         |
| Ispalin                                             |      | | n                         |
| Ispan                                               |      | | j                         |
| Ispanskij Gigant                                    |      | | c, d                      |
| Ispica                                              |      | | j                         |
| Ispolin                                             |      | Züchter: Vasilevskij Viktor Anatolievich, Nalizhityj Vladimir Maksimovich, Korotkov Sergej Anatolievich, Dynnik Anatolij Vasilievich | c, d, f, j, k             |
| Ispolin Malinovyi                                   |      | | c, d                      |
| Israel Cherry Tomato                                |      | | c, d                      |
| Israelische Streifentomate                          |      | | c                         |
| Isthmia                                             |      | | j                         |
| Istok                                               |      | Züchter: Domanskaya Majya Konstantinovna, Gubko Valentina Nikolaevna, Orlova Elena Arnol'Dovna, Salmina Irina Semenovna, Chernovolova Olga Alekseevna, Dmitrienko Al'Vina E'Duardovna                                                               | j                         |
| Istra                                               |      | | c                         |
| Istria                                              |      | | j                         |
| Istu                                                |      | Züchter: Syngenta Crop Protection Ag | j, o                      |
| Isyde                                               |      | Züchter: Hort Seed Mediterrani S.L. | j                         |
| Itabec                                              |      | | c, d, g, h                |
| Itaca                                               |      | Züchter: Rijk Zwaan Zaadteelt En Zaadhandel Bv (Nl) | j                         |
| Itaipu                                              |      | Züchter: Enza Zaden Beheer B.V. | j                         |
| Itake                                               |      | Züchter: Tezier Sa (Fr) | j                         |
| Italabec                                            |      | | c, d                      |
| Italdor                                             |      | Züchter: Peto Italiana Srl | j                         |
| Italian                                             |      | | c, d                      |
| Italian Beefsteak                                   |      | | c, d, k                   |
| Italian Black (oder: Italienne Noire)               |      | | c, d                      |
| Italian Giant                                       |      | | c, d, k                   |
| Italian Giant Beefsteak                             |      | | d, k                      |
| Italian Giant Plum                                  |      | | c, e, g, h                |
| Italian Gold                                        |      | | d, k                      |
| Italian Heart                                       |      | | d                         |
| Italian Heirloom                                    |      | | c, d, f, k                |
| Italian Market Wonder                               |      | | c, d                      |
| Italian Nipple                                      |      | | c, d                      |
| Italian Paste                                       |      | | c, d, k                   |
| Italian Pear                                        |      | | d                         |
| Italian Plum                                        |      | | c, d                      |
| Italian Purple                                      |      | | c, d                      |
| Italian Quadratic Yellow                            |      | | c, d                      |
| Italian Red Cherry                                  |      | | c, d                      |
| Italian Red Pear                                    |      | | g, h                      |
| Italian Roma                                        |      | | c, d                      |
| Italian Stallion                                    |      | | d                         |
| Italian Sweet                                       |      | | c, d                      |
| Italian Tree                                        |      | | d, f, k                   |
| Italico                                             |      | | j, o                      |
| Italicus                                            |      | | j                         |
| Italienische Spaliertomate Mit Spitze               |      | | c, m                      |
| Italienisches Ochsenherz                            |      | | n                         |
| Itallong                                            |      | Züchter: Sunseeds Ltd | j                         |
| Italo                                               |      | Züchter: Capital Genetic Ebt, S.L. | c, j, o                   |
| Italo 61                                            |      | | g, h                      |
| Italpak                                             |      | | j                         |
| Italpeel                                            |      | | j                         |
| Italy Ox                                            |      | | n                         |
| Itay                                                |      | | j                         |
| Itema                                               |      | | j                         |
| Iukhas                                              |      | Züchter: Pnos Przedsiebiorstwo Nasiennictwa Ogrodniczego I Szkolkarstwa 05 850 Ozarow Mazowiecki, Ul.Zeromskiego 3, Poland | j, o                      |
| Iuliana                                             |      | | j, o                      |
| Iulihirsutian                                       |      | Züchter: Siromeatnicov, Iulia, Md, Jacota, Anatolie, Md, Botnari, Vasile, Md, Cotenco, Eugenia, Md, Ciobanu, Renata, Md, Chirilov, Eleonora, Md | j, o                      |
| Iuliperuan                                          |      | Züchter: Siromeatnicov, Iulia, Md, Jacota, Anatolie, Md, Cotenco, Eugenia, Md, Botnari, Vasile, Md, Ciobanu, Renata, Md, Chirilov, Eleonora, Md | j, o                      |
| Iuno                                                |      | Züchter: Semillas Almeria I+D, S.L. | j                         |
| Ivan                                                |      | | c, d, j                   |
| Ivan Kupala                                         |      | Züchter: Dederko Vladimir Nikolaevich, Postnikova Olga Valentinovna | j                         |
| Ivan-Da-Mariya                                      |      | Züchter: Myazina Lyubov' Anatolievna | j                         |
| Ivan-Tsarevich                                      |      | Züchter: Lukiyanenko Anatolij Nikitovich, Dubinin Sergej Vladimirovich, Dubinina Irina Nikolaevna | j                         |
| Ivanhoe                                             |      | Züchter: Rijk Zwaan Zaadteelt En Zaadhandel Bv (Nl) | j                         |
| Ivanovets                                           |      | Züchter: Gavrish Sergej Fedorovich, Morev Viktor Vasilievich, Amcheslavskaya Elena Valentinovna, Degovtsova Tatiyana Vladimirovna, Volok Olga Anatolievna, Korol Valentin Grigorievich, Vasilieva Margarita Yurievna                                | j                         |
| Ivanushka                                           |      | Züchter: Zhidkova Valentina Andreevna, Mihed Valentina Stepanovna, Shmakov Ivan Semenovich | j                         |
| Ivanych                                             |      | Züchter: Panchev Yurij Ivanovich | j                         |
| Ivet                                                |      | Züchter: Syngenta Seeds B.V. | j, o                      |
| Ivet F1                                             |      | Züchter: Syngenta | j, k                      |
| Ivo                                                 |      | | j                         |
| Ivone                                               |      | Züchter: Seminis Vegetable Seeds Inc. | j                         |
| Ivonka                                              |      | | j                         |
| Ivorino                                             |      | Züchter: Syngenta Participations Ag | j                         |
| Ivory Egg                                           |      | | d, n                      |
| Ivory Pear                                          |      | | c, d                      |
| Ivory Queen                                         |      | | d, k                      |
| Iwo                                                 |      | Züchter: Plantico Hodowla I Nasiennictwo Ogrodnicze Zielonki Sp. Z O.O. | j                         |
| Iyos                                                |      | | j                         |
| Iyun'Skij                                           |      | Züchter: Lukiyanenko Anatolij Nikitovich, Dubinin Sergej Vladimirovich, Dubinina Irina Nikolaevna | j                         |
| Izabel                                              |      | Züchter: Gavrish Sergej Fedorovich, Kapustina Raisa Nikolaevna, Gladkov Dmitrij Sergeevich, Volkov Aleksandr Aleksandrovich, Semenova Anna Nikolaevna, Artemieva Galina Mihajlovna, Filimonova Yuliya Alekseevna, Redichkina Tatiyana Aleksandrovna | j, o                      |
| Izabeli F1                                          |      | | j                         |
| Izabella                                            |      | Züchter: Zeraim Gedera Ltd. Seed Company | j                         |
| Izabella Graziella                                  |      | | j                         |
| Izalco                                              |      | Züchter: Clause Semences Sa (Fr) | j                         |
| Izar                                                |      | | j                         |
| Izbrannik                                           |      | Züchter: Dubinin Sergej Vladimirovich, Kirillov Mihail Ivanovich | j                         |
| Izida                                               |      | Züchter: Zhidkova Valentina Andreevna, Mihed Valentina Stepanovna, Arhipova Tatiyana Petrovna | j                         |
| Izjumskije                                          |      | | c                         |
| Izk Alya                                            |      | Züchter: D. Ganeva, G.Pevicharova, O. Georgieva, D. Kostova, V. Yankova, I. Nikolova | j                         |
| Izk Kapri                                           |      | Züchter: L. Stamova, M. Stoyanov | j                         |
| Izk Niki D                                          |      | Züchter: D. Ganeva, G.Pevicharova, M. Yordanov, O. Georgieva, D. Kostova, V. Nikolova, I. Nikolova | j                         |
| Izk Olimp                                           |      | Züchter: D. Ganeva, G. Pevicharova, D. Kostova-Protohristova, O. Georgieva, I. Nikolova, N. Todorova | j                         |
| Izk Tiara                                           |      | Züchter: Velichka Nikolova Rodeva, Stanislava Grozeva | j                         |
| Izk Yona                                            |      | Züchter: Velichka Nikolova Rodeva | j                         |
| Izmail                                              |      | | j                         |
| Izmail Ribbed                                       |      | | e                         |
| Izmir                                               |      | Züchter: Syngenta Seeds B.V. (Nl) | j, o                      |
| Izmir F1                                            |      | Züchter: Syngenta | j, k                      |
| Izmono                                              |      | Züchter: Syngenta Crop Protection Ag | j, o                      |
| Izobil'Nyj                                          |      | Züchter: Gavrish Sergej Fedorovich, Morev Viktor Vasilievich, Amcheslavskaya Elena Valentinovna, Volok Olga Anatolievna | j                         |
| Izobilie                                            |      | | g, h                      |
| Izumrudnaya Grusha                                  |      | | c                         |
| Izumrudnoe Yabloko                                  |      | Züchter: Vasilevskij Viktor Anatolievich, Korochkin Vladislav Leontievich, Dynnik Anatolij Vasilievich, Kochkin Aleksandr Viktorovich | d, j                      |
| Izumrudnyj Shtambovyj                               |      | Züchter: Fotev Yurij Valentinovich, Kotel'Nikova Marina Aleksandrovna, Kondakov Sergej Nikolaevich | j                         |
| Izyashchnyj                                         |      | Züchter: Gorshkova Nina Sergeevna, Ognev Valerij Vladimirovich, Hovrin Aleksandr Nikolaevich, Tereshonkova Tatiyana Arkadievna | j                         |
| Izyum                                               |      | Züchter: Lukiyanenko Anatolij Nikitovich, Dubinin Sergej Vladimirovich, Dubinina Irina Nikolaevna | j                         |
| Izyuminka                                           |      | Züchter: Nastenko Nataliya Viktorovna, Kachajnik Vladimir Georgievich, Kandoba Aleksej Viktorovich | j                         |